# エヴァ・ザトコビッチ
エヴァ・ザトコビッチ（Eva Zatkovič、2001年8月2日 - ）はスロベニアの女子バレーボール選手。ポジションはオポジット。スロベニア代表。

## 来歴
- クラブチーム

トルボヴリェ出身。2017年、Calcit Volleyに入団。4年間在籍し、2019/20、2020/21シーズンのスロベニア国内リーグで2連覇を果たした。2021年4月、フランスのRCカンヌへ移籍し、2021/22シーズンのフランスカップで準優勝した。2023年6月、イタリアセリエA2のAlbese Volleyへの移籍が発表され、2023/24シーズンはイタリアセリエA2は6位となった。2024年6月、ドイツのドレスナーSCと契約した。
- 代表チーム

アンダーカテゴリーの代表として、2017年、U-18世界選手権に出場した。同年のU-18欧州選手権では5位となった。2019年、シニア代表に初選出され、同年のヨーロッパシルバーリーグでデビューした。同年9月の欧州選手権に出場した。2023年、欧州選手権とパリ五輪予選に出場した。

## 球歴
- 欧州選手権 - 2019年、2023年
- オリンピック予選 - 2023年

## 所属クラブ
- Calcit Volley（2017-2021年）
- RCカンヌ（2021-2023年）
- Albese Volley（2023-2024年）
- ドレスナーSC（2024-）